# Saint-Paul (Żyronda)
Saint-Paul – miejscowość i gmina we Francji, w regionie Nowa Akwitania, w departamencie Żyronda.
Według danych na rok 1990 gminę zamieszkiwało 831 osób, a gęstość zaludnienia wynosiła 76 osób/km² (wśród 2290 gmin Akwitanii Saint-Paul plasuje się na 502. miejscu pod względem liczby ludności, natomiast pod względem powierzchni na miejscu 1002.).